# Bagram
Bagram (tiếng Ba Tư: بگرام Bagram), được thành lập với tên Alexandria Caucasus và được biết đến trong thời Trung cổ như Kapisa, là một thị trấn nhỏ và thủ phủ ở huyện Bagramn trong tỉnh Parwan của Afghanistan, cự ly khoảng 60 km về phía bắc của thủ đô Kabul. Đây là địa điểm của một thành phố cổ nằm ở ngã ba của Ghorband và thung lũng Panjshir, gần thành phố Charikar, Afghanistan. Thị trấn của Bagram cũng nằm ngay bên cạnh sân bay Bagram, căn cứ quân sự Mỹ lớn nhất trong khu vực.
Vị trí của thị trấn lịch sử đã khiến cho nó là một địa danh quan trọng từ Ấn Độ cổ đại dọc theo con đường tơ lụa, dẫn về phía tây qua các dãy núi hướng tới Bamiyan.
Vào giữa những năm 500 trước Công nguyên, Cyrus Đại đế của triều đại Achaemenid Ba Tư phá hủy thành phố như là một phần của chiến dịch của mình chống lại những người du mục Saka trong khu vực. Thị trấn đã sớm xây dựng lại bởi người kế nhiệm của ông Darius I.
Vào những năm 320 trước Công nguyên, Alexandros Đại đế chiếm được thành phố và thành lập một khu dân cư có thành lũy tên là Alexandria của vùng Kavkaz. Đô thị mới, đặt ra trong "kế hoạch hippodamian" hoặc mô hình lưới sắt - một dấu hiệu của quy hoạch thành phố Hy Lạp, đã có tường gạch được gia cố với các tòa tháp ở các góc. Các đường phố trung tâm đã được giáp với các cửa hàng và hội thảo.
Sau khi ông qua đời vào năm 323 trước Công nguyên, thành phố đã thông qua vị tướng Seleukos của ông, và vị tướng nà đã bán khu định cư này cho nhà Maurya của Ấn Độ vào năm 305 trước Công nguyên. Sau khi Mauryans bị lật đổ bởi nhà Sunga trong năm 185 trước Công nguyên, Vương quốc Greco-Bactria xâm lược và chinh phục Tây Bắc Ấn Độ (nay là Pakistan) với một đội quân đứng đầu là Demetrius I của Bactria. Alexandria trở thành một thủ đô của Vương quốc Ấn-Hy Lạp Eucratidia sau khi họ bị đuổi ra khỏi Bactria bởi Yuezhi trong 140 trước Công nguyên.
Bagram (Kapisa) trở thành thủ đô mùa hè của Đế quốc Kushan trong thế kỷ 1, trong khi vốn mùa đông của họ là ở Peshawar.
Hoàng đế Kanishka bắt đầu cho xây nhiều tòa nhà mới. Cung điện xây dựng trung tâm mang lại một kho tàng rất phong phú, ngày từ thời điểm hoàng đế Kanishka vào thế kỷ thứ 2: phân mạ ngà voi có nguồn gốc từ Ấn Độ, hộp sơn mài từ nhà Hán Trung Hoa, kính Hy Lạp-La Mã từ Ai Cập và Syria, các bức tượng Hy Lạp cổ đại theo phong cách Pompeia, đồ bạc có nguồn gốc Địa Trung Hải (có thể Alexandria).
"Kho báu Bagram" là tên mà nó được gọi, chỉ mang tính trao đổi thương mại mạnh mẽ giữa tất cả các trung tâm văn hóa của thời cổ điển, với đế chế Kushan tại đường giao nhau của việc buôn bán đất và biển giữa phía đông và phía tây. Tuy nhiên, các tác phẩm nghệ thuật được tìm thấy ở Bagram là một trong hai khá hoàn toàn Hy Lạp, La Mã, Trung Quốc hay Ấn Độ, với chỉ dẫn nhỏ của chủ nghĩa hỗn tạp văn hóa được tìm thấy ở Hy Lạp - nghệ thuật Phật giáo.
Thành phố dường như bị bỏ hoang sau các chiến dịch của hoàng đế Sassanian Shapur I, trong năm 241 họ cho di chuyển thương mại đến Peshawar - một thành phố được ông cho xây dựng lại, mở rộng và đổi tên, VEH Shapor, nguồn gốc là BehShawur ("hành động đẹp của Shapor").